# Catedral de la Santísima Trinidad (Kingston)
La Catedral de la Santísima Trinidad (en inglés: Holy Trinity Cathedral) es un edificio religioso que pertenece a la Iglesia católica localizado en el centro de ciudad de Kingston la capital y ciudad más poblada del país caribeño e insular de Jamaica.
Se ubica entre la calle Norte (North Street) y George Headley Drive. Sigue el rito latino, siendo la sede del arzobispo metropolitano y fue establecida en 1911 con el diseño bizantino del renacimiento del arquitecto estadounidense Raymond F. Admiral. El papa Juan Pablo II realizó una visita al templo el 10 de agosto de 1993. Es la catedral de la arquidiócesis de Kingston en Jamaica.
Fue creada después de la destrucción en el terremoto de 1907 de la Iglesia de la Santísima Trinidad (Holy Trinity Church) en las calles Duke y Sutton. Siendo reubicada en un sitio adyacente al Parque Winchester, iniciándose las obras en 1908.